# じゃじゃじゃTV
『じゃじゃじゃTV』（じゃじゃじゃティーブイ）は、2003年4月5日からIBC岩手放送で、毎週土曜日に放送されているテレビ番組。

## 概要
『岩手を元気にするテレビ』をテーマに、毎週2時間超の生放送。特集、生中継、視聴者からのFAX、インフォマーシャルなどで構成されており、学生から主婦、高齢者まで、雑多な層をターゲットにしている。
番組タイトルにある「じゃじゃじゃ」とは、驚いたり感動した時に使う盛岡弁の感嘆詞である。「じゃ」「じゃじゃ」「じゃじゃじゃ」（ジャッジャッジャッ）のように、「じゃ」を単位としてその繰り返しに比例し、驚きの度合いを示す。本県の方言においてその単位となるのは「じゃ」以外にも「じゃい」「ざい」「じぇぁ」「じぇぁー」「じぇゃ」「じぇ」「ぢぇ」がある。また、三陸海岸南部では「ざ」（宮古市周辺）、「だ」（大槌町周辺）、「ば」（旧気仙郡地域ほか）が繰り返しの単位となっている。
なお、これらの感嘆詞が「呼びかけ」（ハローのような感じ）で用いられることの方が、驚嘆のときより多いという説もある。驚嘆の場合は繰り返す回数が話者の感情と比例関係にあるが、呼びかけの場合に何かしらの感情と繰り返す回数との間に比例関係があるのかは不明。
番組のテーマ曲は佐藤将展が作曲。北上市出身のボーカリスト佐々木由香利が歌っており、番組に出演して生で歌った事もある。
過去に青森テレビ（ATV）の『おしゃべりハウス』と番組交換企画を行っていた。江刺市（現・奥州市）出身という縁でATVアナウンサーの津田禎がIBCのスタジオに生出演することがあった。なお、IBCからは奥村奈穂美がATVに出演した。
2010年3月20日に放送350回を迎えた。これを記念して、水沢競馬場でじゃじゃじゃTV杯が行われた。このレースの模様などを13:00 - 13:25に「じゃじゃじゃTV杯生中継SP」として放送した。
2011年3月11日（金）に発生した東北地方太平洋沖地震（東日本大震災）の報道のため、翌12日の放送は休止された。19日は照井・風見出演のまま『震災情報いわて』として放送。26日から『じゃじゃじゃTV』として再開した。この回は番組400回目だったが、通常の内容とは異なり、陸前高田市から放送され、全編震災関連情報に差し替えられた。震災後しばらく視聴者プレゼントは自粛していたが、7月下旬から県産品のプレゼントとして再開されている。
2023年2月4日放送回で1000回を迎え、IBC本社ロビーから放送された。

## 放送日時
- 毎週土曜 9:25 - 11:30（JST）

### 備考
番組開始当初は9:30開始、11:24終了だったが、徐々に放送時間を拡大して現在に至る。
過去に『サタデープラス』終了直後の9:24から1分間、その日の放送内容や投稿テーマなどを紹介し、CMを挟まずに9:25からの番組本編に繋げる構成を行い、事実上は9:24に番組開始となっていた時期がある。
2020年5月16日から2021年1月9日まで、土曜11:27 - 11:30にミニ番組『じゃじゃ馬TV』（じゃじゃばティーブイ）が不定期に放送され、この期間は電子番組表上では11:27終了と放送時間が3分間縮小された（元来、番組の末尾3分間はステーションブレイクに充てられ、番組本編はこれ以前から11:27に終了している）。
不定期だが、放送当日の午後からじゃじゃじゃTVのスペシャル版が放送される場合もある。

## タイムテーブル
週によって各コーナーの放送順が前後する場合がある。

### 現在のコーナー
- オープニング（9:25 - ）

今週のテーマ大賞の投稿受付、放送内容の紹介など。
- 中継地紹介・天気予報（9:26頃 - ）

担当リポーターが当日の中継地の紹介と県内の天気予報を伝える。
- じゃじゃじゃジャーナル（9:28頃 - ）

特集!コーナー直前に放送、2023年4月開始。長谷川アナが様々な場所から中継等を行う。
- 特集!コーナー（9:33頃 - ）

週ごとに特集を組み、県内の観光・行楽地、穴場スポット、グルメ、レジャー、飲食店、企業などを紹介するコーナー。県外、海外ロケの回もある。
2012年10月25日から2020年3月26日まで『じゃじゃじゃR（アール）』のタイトルで、本番組放送前週のこの特集コーナーのみを再編集した番組が放送された。
- 中継コーナー（9:58頃から随時）

当日担当リポーターが県内の様々なスポットや、イベント会場などから中継を行う。まれに県外からの中継になる。
- ゲスト紹介（10:02頃 - ）

ミュージシャンなどゲストによる曲披露や告知等。
- 特集以外の定期コーナー（10:14頃 - ）

学園天国HEY!、ななことお茶のある暮らし。など。
- 我が家のほのぼの劇場（10:27頃 - ）

「IBCつながるアプリ」からの視聴者投稿の紹介。
- カワトクとっておきガイド（10:32頃 - ）

盛岡市の百貨店、川徳から季節の商品や催事情報等を風見好栄がガイドする。
- 知らなかったじゃもったいない耳より情報（10:45頃 - ）

スタジオ担当メンバーによる商品紹介等のインフォマーシャル。
- 中継クイズの当選者告知（10:56頃 - ）
- じゃじゃじゃシネマ情報（11:05頃 - ）

県内の劇場作品公開前及び公開中を紹介。招待券のプレゼントもある。
- 週末豆知識、気になる天気予報、今週のテーマ投稿の紹介（11:09頃 - ）
- テーマ大賞の発表、TAGさんの力作コーナー、エンティング（11:22頃 - ）

※ 他に不定期コーナーなどもある。

### 過去のコーナー
- 「エンタメ情報」IBCヒットリサーチ（現：IBCミュージックランキング IBCオリジナルのシングルランキング）のTOP10と注目曲紹介など

IBCヒットリサーチは、IBCミュージックランキングとして『朝からRADIO』で放送している（放送日によって、シングル・盛岡市大通の佐々木電気調べのアルバムランキング・洋楽ランキング・オリコン演歌ランキングなど）。また、IBCミュージックランキングのホームページでは、50位までのシングルランキングを公開している。
- 岩手競馬のお知らせ

県内開催のみ放送。内容によって投稿者プレゼントあり。
- 「ガリッとQ」

クイズ中継戦隊じゃじゃじゃジャーの先代のコーナー。担当していた奥村奈穂美が降板したため、前記のコーナー名に変更。BGMは榊原郁恵の「夏のお嬢さん」を使用していた。
- 「クイズ中継戦隊じゃじゃじゃジャー」

岩手県内のお店からの三択問題方式で出題されるいわば中継クイズ。応募方法はパソコン・携帯電話からの受付（電話・FAXは不可）。BGMは秘密戦隊ゴレンジャーのテーマ曲の一部を使用。
- 「行くぜ!中継少女」

じゃじゃじゃジャーの後継の中継クイズ。中継地に現れる怪盗（に扮したスタッフ）が盗んだお宝（当日の視聴者プレゼント）を当てるというもの。各リポーターごとにテーマカラーがある点は先代コーナーから受け継いでいた。BGM及び元ネタはももいろクローバーZの「行くぜっ!怪盗少女」。
など

## 出演者

### 現在の出演者

#### 司会者
- 長谷川拳杜（IBCアナウンサー） - 2021年12月25日、2022年12月24日、菊池幸見が「IBCラジオ・チャリティー・ミュージックソン」に出演のため代役で司会を担当。2023年4月1日から3代目MC。
- 今井日奈子（IBCアナウンサー） - 2023年6月24日と7月8日、風見好栄の代役で司会を担当。2023年10月7日から3代目MC。

#### リポーター
特集や番組内のコーナー
- 松原友希（IBCアナウンサー）    - 2023年7月15日、22日、8月5日、8月12日、風見好栄の代役でMCを担当した。
- 川島有貴（IBCアナウンサー）　- 2022年6月11日、風見好栄が帯状疱疹で欠席のため、2023年7月29日、風見好栄の代役でMCを担当した。
- 清水康志（元IBCアナウンサー）
- 千葉星子（ローカルタレント）
- 葛巻舞香（モデル、フリーリポーター）
- よこっちピーマン（横地眞平、吉本新喜劇所属のタレント） - 2022年4月から不定期で中継またはスタジオに出演。2023年11月11日、今井日奈子の代役でMCを担当した。
- 井丸貴拡（IBCアナウンサー） - 2023年から出演。
- 徳岡伶美（IBCアナウンサー） - 2024年6月ごろから出演。

#### その他
- 田鎖トオル（TAG）（イラストレーター、グラフィックデザイナー）

「TAG（たぐ）」名でセット後方の透明板に裏からイラストを描く。番組中はしゃべらないキャラクターを演じている（稲刈り企画では声を発する）。番組ロゴや出演者似顔絵、イラストなど、番組全体のアートディレクションも担当している。
- ToMo（イラストレーター、書道家、１７ライバー）

　　TAGさんのアシスタント
- そのだつくし（漫画家）

田鎖が欠席時、「TAG子」を名乗り、イラストを担当する。
- 三浦のろこ（イラストレーター）

田鎖、そのだ不在時にイラストを担当する。
- 中村英子（モデル）

特集コーナーやスペシャル等で不定期にスポット出演している。
- はんだななこ（日本茶インストラクター）

「ななことお茶のある暮らし。」のコーナーにVTR出演。
※ そのほか、IBCアナウンサー等が出演することがある。

### 過去の出演者

#### 司会者
- 照井健（元IBCアナウンサー）

初代MC。番組開始時より10年に渡りMCを務めた。ニュースエコー担当に伴い、2013年3月30日放送分をもって降板。
- 上路雪江（旧姓は佐藤、フリーアナウンサー。元岩手めんこいテレビアナウンサー）

初代MC。2006年10月から2007年9月まで産休のため一時降板、2009年3月28日放送分で降板。産休中の代役MCは奥村奈穂美が務めた。
- 菊池幸見（IBCアナウンサー）

2代目MC。2013年4月から10年に渡りMCを務めた。2023年3月25日放送分をもって降板。
- 風見好栄（IBCアナウンサー） - 2009年から14年に渡りMCを務めた。（歴代最長）2023年9月30日放送分をもって降板。

#### リポーター等
IBC岩手放送アナウンサー
- 石田麻衣（元IBCアナウンサー）

リポーター。
- 江幡平三郎（元IBCアナウンサー）

初代中継リポーター。ディレクターに配置転換後も不定期で出演していた。
- 貞平麻衣子（元IBCアナウンサー）

リポーター。IBCの退職に伴い2007年3月31日放送分をもって降板。
- 大原崇史（元IBCアナウンサー）

アナウンス部からテレビ制作部への配置転換により降板。
- 甲斐谷望（IBCアナウンサー）

リポーター。主に中継や「学園天国Hey」のコーナーを担当。ニュースエコー担当に伴い、2013年3月30日放送分をもって降板。レギュラー降板後も不定期で出演することがある。
- 土村萌（元IBCアナウンサー）

特集や番組内コーナー、リポーターを担当。IBCの退職に伴い、2013年11月30日放送分をもって降板。
- 高橋圭太（元IBCアナウンサー）

特集や番組内コーナーを担当。IBC退職により2016年3月で降板。
- 冨田奈央子（元IBCアナウンサー）

特集やリポーターを担当。IBC退職により2016年3月で降板。
- 奥村奈穂美（IBCアナウンサー）

2004年の番組初期より出演。特集＆中継リポーター、スタジオ担当、その他番組内コーナーから代理司会までマルチに担当。
- 弦間彩華（元IBCアナウンサー→テレビ静岡アナウンサー）

タレント・リポーター
- 村木香織（フリーアナウンサー）

リポーター。
- 木原萩乃

ストリートミュージシャン。2006年3月25日放送分をもって降板。
- 加藤智也

アナウンスセミナー受講生。現在はミヤギテレビの社員。実父が加藤久智。
- 宮野なつみ

当時大学生。八幡平さくらの女王。安部香里の降板後、限定期間だけの出演。
- 加藤由梨枝

当時大学院生。リポーター、スタジオ担当。2008年のいわて純情むすめでもある。
- 茂庭睦（元モラドカンパニー所属タレント）

安部香里の後任として2012年3月頃まで特集などのリポーターとして出演していた。
- まつみたくや

ラジオパーソナリティ。フリー。番組内のコーナーや特集のリポーターとして出演していた。
- 関向良子

当時大学生。現秋田放送アナウンサー。NTTドコモからのお知らせのコーナーを担当。
- 大柏曜子（フリーアナウンサー）

子連れリポーターとして、「キッズ天国Hoy」のコーナーを担当していた。
- 安部香里（ローカルタレント）

リポーター。2007年12月22日放送分で一度降板したが、2015年1月17日放送分でリポーターとして復帰し、2017年末頃まで出演した。
- イガリン（ローカルタレント）

リポーター。番組内のコーナーや特集のリポーターとして出演していた。